# Епархия Шимоги
Епархия Шимоги (лат. Dioecesis Shimogaënsis) — епархия Римско-Католической церкви c центром в городе Шимога, Индия. Епархия Шимоги входит в митрополию Бангалора. Кафедральным собором епархии Шимоги является церковь Святейшего Сердца Иисуса.

## История
14 ноября 1988 года Римский папа Иоанн Павел II выпустил буллу Id spectantes, которой учредил епархию Шимоги, выделив её из архиепархии Бангалора и епархии Чикмагалура.

## Ординарии епархии
- епископ Ignatius Paul Pinto (14.11.1988 — 10.09.1998 — назначен архиепископом Бангалора);
- епископ Gerald Isaac Lobo (3.12.1999 — 16.07.2012 — назначен епископом Удупи);
- епископ Francis Serrao (19.03.2014 — 15.08.2025 — назначен епископом Майсура).

## Источник
- Annuario Pontificio, Libreria Editrice Vaticana, Città del Vaticano, 2003, ISBN 88-209-7422-3
- Булла Id spectantes ] (лат.)